# 영암역
영암역(Yeongam Station, 靈岩驛)은 전라남도 영암군 학산면 은곡리에 위치한 목포보성선의  철도역이다. 2025년 9월 27일에 영업 개시 예정이다.

## 연혁
- 2025년 5월 12일 : 역명 확정[1]
- 2025년 9월 27일 : 영업 개시 예정